# Paradelphomyia minuta
Paradelphomyia minuta là một loài ruồi trong họ Limoniidae. Chúng phân bố ở miền Tân bắc.